# E-Werk
E-Werk byl techno klub v německé metropoli Berlíně, zřízený v budově bývalé elektrické rozvodny z 20. let 20. století, postavené podle návrhu architekta Hanse Heinricha Müllera. Nachází se v blízkosti kontrolního stanoviště Checkpoint Charlie. Během 90. let 20. století to byl jeden z nejznámějších techno klubů v Berlíně.[zdroj?]
DJ Paul van Dyk byl v tomto klubu rezidentem. Paul vzdal úctu klubu svým remixem jedné se svých nejznámějších skladeb "For an Angel", přičemž remix nazval (E-Werk). Dne 24. července 1997 skončila budova E-Werk jako techno klub. V roce 2005 byla po rekonstrukci znovu otevřena. Jako kulturní památka nabízí unikátní architekturu pro akce na více patrech, a také moderní kancelářské prostory.